# Unión de San Diego
Unión de San Diego är en ort i Mexiko.   Den ligger i kommunen Silao de la Victoria och delstaten Guanajuato, i den centrala delen av landet, 290 km nordväst om huvudstaden Mexico City. Unión de San Diego ligger 1 753 meter över havet och antalet invånare är 482.
Terrängen runt Unión de San Diego är en högslätt. Runt Unión de San Diego är det ganska tätbefolkat, med 207 invånare per kvadratkilometer. Närmaste större samhälle är Silao, 9,9 km norr om Unión de San Diego. Trakten runt Unión de San Diego består till största delen av jordbruksmark.